# Alerta (RCTV)
Alerta fue un programa de investigación periodística e informativo de la televisión venezolana que se transmitió por RCTV Internacional.

## Formato
"Alerta" es el único programa de reportaje investigativo sobre temas de denuncia social, que nos preocupan a todos en la actual sociedad.
Aquí quedan planteados los principales problemas de la sociedad venezolana de una forma cruda y real. Llega hasta el lugar de los hechos y muestra desde la fuente directa, la realidad social del país, tocando las emociones y fibra de los ciudadanos. Es la denuncia de los venezolanos sin decoros de lo que estamos viviendo en nuestro país diariamente.

## Historia
En 1974 es emitido el primer programa, entonces bajo el nombre de Alerta Roja, sin embargo ese mismo año se decide eliminar la palabra "roja" para quedar finalmente con el nombre de Alerta.
Esa primera etapa del programa fue conducida por Eladio Lárez hasta 1982. La emisión de un programa en 1980 sobre el estado de abandono de un sanatorio en Catia La Mar significó el cierre del canal por un lapso de tres días.
El alegato de este cierre fue "transmisión de imágenes consideradas 'pornográficas', 'narraciones sensacionalistas', 'cuadros sombríos' y 'relatos de hechos poco edificantes'."
Luego el programa sería suspendido por decisión de RCTV, pero en 1988 nuevamente aparece en pantalla bajo la conducción de Marietta Santana, quién estuvo al frente solo por un año, dando paso a la Leda Santodomingo hasta su retirada del espacio en 1992.
En 1993, Anna Vaccarella se encarga de dirigir Alerta hasta 1996, año en que es nuevamente cancelado el programa.
En 2006 es relanzado el programa ahora bajo la conducción de Alexandra Belandia. En 2009 Alerta es transmitido los martes a las 20:00 horas.